# عامر الخفش
عامر الخفش فنان شامل  أردني - من أصول فلسطينية، ولد في البحرين ويحمل الجنسية البحرينية. تنقل مع أسرته نظراً لطبيعة عمل والده بين البحرين، الأردن، يوغوسلافيا ودول الأخرى.
تخرج من الثانوية من المدرسة العراقية في يوغوسلافيا السابقة، وعاد إلى الأردن حينها ليتخصص في دراسة الفنون. حيث حصل على شهادة البكالوريوس من جامعة اليرموك بتقدير «جيد جداً» في مجال الإخراج، التمثيل، والموسيقى.

## انطلاقته وأعماله
قدم عامر نفسه للساحة العربية الفنية كفنان شامل متعدد المواهب في عمر الثمانية عشر. وقد حقق كمغني في ألبومه «هيلا يا رمانة» عام 1992 شعبية عربية لافتة، فكانت شعلة الانطلاق الأولى لرحلته الفنية المتنوعة. شارك في تأسيس فرقة الفوانيس المسرحية العالمية، وكان أيضاً عضو في المنظمة العالمية للمسرح (ITI) لعدة سنوات. كما شارك في تأسيس مسرح البلد في عمّان الأردن.
انطلق إلى عالم التمثيل ومثل في عدد من المسرحيات لأهم المخرجين العرب في التسعينيات وحصد جوائز عديدة كمسرحي عربي، كما شارك في بعض الأعمال التلفزيونية كممثل، غنى الخفش في الموسيقى التصويرية لمجموعة من أهم المسلسلات العربية مثل مسلسل (الجوارح) و (يوميات مدير عام) وغيرهم،  واصدر عدد من البومات الغنائية بعد البومه الأول مثل البوم (مبروك) والبوم (شفت القمر) وكان آخر البوماته البوم (عامر الخفش - دوق الصحراء) سنة 2010 . حقق حضورا ومكانة كمخرج في عالم الاعلانات التجارية و المنوعات والوثائقيات، متصدرا تجربته الاخراجية هذه اخراجه للاغاني المصورة تحديدا ولكبار ومشاهير الغناء الخليجي والعربي، وكانت أطولها تجربته مع الفنان البحريني خالد الشيخ الذي أخرج له أكثر من 10 أغنيات مصورة.   حل الخفش عضو في عدد من لجان التحكيم في المسرح والتلفزيون وايضا السينما في مسيرته الفنية المتنوعة.  تفرغ في السنوات الأخيرة للكتابة التلفزيونية والسينمائية والمسرحية وكما هو معلن في موقعه الخاص www.ameralkhuffash.com.

## أهم المحطات في حياته
- حاز على جائزة النقاد ولجنة التحكيم والاذاعة والتلفزيون كفنان شامل في مهرجان المسرح الأردني للمحترفين سنة 1992 وعن مسرحية (سر الماورد) للمخرج والكاتب المسرحي خالد الطريفي.

- حصوله على المركز الثاني في مهرجان البوسنة للموسيقى الشرقية العالمي عام 2005.
- مشاركته في بطولة الفيلم السينمائي الإيطالي «العائلة المقدسة» بدور الكاهن «بوتيفار». كما أدى دور الشاعر الوطني الفلسطيني «إبراهيم طوقان» في الدراما التفلزيونية «فدوى».[2]
- حصول حملة التوعية التلفزيونية «إرادتنا» على جائزة أفضل عمل متكامل في مهرجان الخليج للإذاعة والتلفزيون. وهو عمل أخرجه عامر لصالح وزارة التنمية الاجتماعية في البحرين عام 2008. كما أخرج في السنة ذاتها العرض الفني العربي «إليك أعود».
- عام 2009، قام عامر بمسرحة النص التاريخي «بترا إن حكت» للكاتب الكبير جمال ابو حمدان ليقدم كعمل غنائي استعراضي شارك في بطولته مع الفنان ياسر المصري ومغنية الأوبرا ديمه بواب وآخرين. كما قام عامر بتأليف كلمات الأغاني في هذا العمل.[3]
- انتهى عام 2010 من إنتاج تجربته الغنائية الجديدة المتنوعة بكل تفاصيلها والتي حملت اللقب الذي ارتبط بعامر لسنوات عديده «دوق الصحراء- عامر الخفش».[4]

## خطأ طبي
في عام 2011 تعرض لشلل نصفي نتيجة عملية ديسك فاشلة في الظهر في إحدى المستشفيات الشهيرة في مملكة البحرين، حيث استمر علاجه سنوات انتهت بتحسن كبير بصحته وحركته ولكن باصابة دائمة في ساقه اليسرى و بما يسمى ب FOOT DROP. 

## روابط
- مقابلة في مجلة ليالينا
- الموقع الألكتروني www.ameralkhuffash.com